# Литвинов, Николай Ефимович
Литвинов, Николай Ефимович (1917, Большая Мамайка, Елисаветградский уезд — 30 августа 1977, Кировоград) — участник Великой Отечественной войны, Герой Советского Союза (1943).

## Биография
С 1935 года работал токарем на заводе «Красная 3везда». В Красной Армии с 1937 года. За участие в советско-финской войне удостоился ордена Красной Звезды. Младший лейтенант, командир взвода 45-миллиметровых пушек 385-го стрелкового полка 112-я стрелковой дивизии. Отличился при переправах через Сейм, Десну и Днепр. Лишь в одном бою, заменив командира артдивизиона, уничтожил около 150 гитлеровцев, 3 дзота, 14 пулемётов, 4 миномёта, два орудия противника.
В конце сентября 1943 года взвод под командованием младшего лейтенанта Н. Е. Литвинова первым из артиллерийских подразделений полка форсировал Днепр севернее Киева.
С апреля 1949 года старший лейтенант Н. Е. Литвинов — в запасе. Жил и работал в городе Кировоград. Скончался 30 августа 1977 года. Похоронен в Кировограде в Пантеоне Вечной Славы.
Указом Президиума Верховного Совета СССР от 17 октября 1943 года за мужество и героизм, проявленные при форсировании Днепра и удержании плацдарма на его правом берегу младшему лейтенанту Николаю Ефимовичу Литвинову присвоено звание Героя Советского Союза с вручением ордена Ленина и медали «Золотая Звезда» (№ 8268).
Также награждён орденом Красной Звезды, медалями.